# Journée mondiale contre l'homophobie, la transphobie et la biphobie
La Journée mondiale contre l'homophobie, la transphobie et la biphobie est une journée mondiale célébrée le 17 mai.
Elle est parfois désignée de façon abrégée comme la Journée mondiale contre l'homophobie ou Journée internationale contre l'homophobie, la transphobie et la biphobie.

## Origines
Le 17 mai a été choisi (à l’initiative de Louis-Georges Tin) comme date symbolique pour la journée internationale contre l'homophobie, la transphobie et la biphobie pour commémorer la décision de l'OMS le 17 mai 1990 de ne plus considérer l'homosexualité comme une maladie mentale.
L'idée d'une journée contre l'homophobie avait été explorée par des associations LGBT, mais uniquement mise en place à niveau local. Par exemple, la Fondation Émergence avait lancé en 2003 la première Journée Nationale contre l'Homophobie, qui s'est tenue le 4 juin 2003 au Québec. Aussi, en 2004, le Collectif des associations étudiantes LGBT d’Île-de-France (Caélif) avait lancé une journée nationale de lutte contre l'homophobie en milieu étudiant,.
Cependant, c'est le 17 mai 2005 que l'initiative d'une journée de lutte contre l'homophobie a été organisée à l'échelle internationale pour la première fois, grâce aux efforts de Louis-Georges Tin, un professeur et activiste français. Il a été le président du Comité IDAHO (du nom de la journée en anglais, International Day Against Homophobia and Transphobia) entre 2005 et 2013.

## Histoire

### Création
Cette journée a pour but de promouvoir des actions de sensibilisation et de prévention pour lutter contre l'homophobie, la lesbophobie, la biphobie et la transphobie.
La première journée a eu lieu le 17 mai 2005, soit 15 ans jour pour jour après la suppression de l'homosexualité de la liste des maladies mentales de la classification internationale des maladies publiée par l'Organisation mondiale de la santé, à savoir le 17 mai 1990. Depuis 2005, la journée IDAHO (International Day Against Homophobia and Transphobia) mobilise l’opinion publique sur les problèmes liés à l’homophobie et à la transphobie par le biais de colloques, de manifestations de rue ou d’événements artistiques. La date du 17 mai a été choisie pour commémorer la décision de l’Organisation mondiale de la santé (OMS), en 1990, de retirer l’homosexualité de la liste des troubles du comportement. Lancée en 2005 et coordonnée au niveau international par le comité IDAHO, cette journée est aujourd’hui célébrée dans plus de 60 pays à travers le monde.
La Journée internationale de lutte contre l’homophobie et la transphobie avait été précédée deux ans plus tôt, le 4 juin 2003, par l’initiative de la Fondation Émergence, de créer une journée thématique consacrée à la lutte contre l’homophobie au Québec, sous la dénomination de « Journée nationale de lutte contre l’homophobie ». Avec l’appui de nombreux partenaires, la Fondation a ensuite travaillé activement à tenir cette journée annuelle à l’échelle de tout le Canada,,,.
Par la suite cette fondation a recommandé l'ajout de la reconnaissance de la journée internationale contre l'homophobie à la Déclaration de Montréal sur les droits humains des LGBT — faite en 2006 lors des premiers Outgames mondiaux (World Outgames) à Montréal. Cette demande de reconnaissance a été portée auprès de l'ONU et tous les pays.
En 2015, la biphobie est ajoutée au titre de la Journée.

### Déroulement
La Journée est célébrée de fait dans plus de 60 pays à travers le monde. Elle a été reconnue de jure par l'Union européenne, la Belgique, le Royaume-Uni, la France, le Luxembourg, les Pays-Bas, le Mexique, le Costa Rica.
Chaque année, une campagne nouvelle est lancée, par exemple celle de l'appel « pour une dépénalisation universelle de l'homosexualité » en 2006. Le texte fut signé par plusieurs prix Nobel (Desmond Tutu, Elfriede Jelinek, Dario Fo, Amartya Sen, José Saramago), par de nombreux artistes (Meryl Streep, Victoria Abril, David Bowie, Elton John), des écrivains comme Judith Butler, Noam Chomsky, Bernard-Henri Lévy, etc.
Cette campagne du Comité IDAHO a abouti à une déclaration historique, portée par le gouvernement français et la secrétaire d'État aux Droits de l'homme Rama Yade, à l'Assemblée générale des Nations unies en 2008, soutenue par 67 États.
En 2009, la campagne lancée par le Comité IDAHO porte sur la transphobie, les violences faites aux personnes transgenres. Le nouveau nom devient alors « Journée mondiale de lutte contre l'homophobie et la transphobie ». Pour la première fois, un représentant du gouvernement français, Rama Yade, participe officiellement aux manifestations, et à l'occasion de cette Journée, la ministre de la Santé Roselyne Bachelot annonce que la « transidentité » ne sera plus considérée comme une maladie mentale en France, la France devenant alors le premier pays au monde à agir en ce sens.
Pour 2010, la campagne du Comité IDAHO concerne les religions : le but est d'interpeller les croyants et les responsables religieux sur l'homophobie et sur la transphobie.
Pour 2011, le Comité Idaho appelle à la dépénalisation universelle de l’homosexualité dans une campagne télévisée soutenue comme grande cause nationale par plus de 50 chaînes.
En 2014, la campagne de la Fondation Émergence, qui jusque-là portait le nom de « journée internationale contre l'homophobie » prend le nom de « journée internationale contre l'homophobie et la transphobie ».
Le Comité Idaho France en est l'un des premiers relais en France, et la Fondation Émergence fait de même au Canada.